# الإعاقة في باكستان
يُنظر إلى الأشخاص ذوي الإعاقة في باكستان بشكل مختلف عن نظرائهم في معظم الدول الغربية بسبب المعتقدات الثقافية والدينية. إن الافتقار إلى الأدلة الوبائية الدقيقة بشأن الإعاقات، وعدم كفاية الموارد، وضعف مرافق الرعاية الصحية، ونقص العمال، تشكل عقبات رئيسية أمام تلبية احتياجات الباكستانيين ذوي الإعاقة.

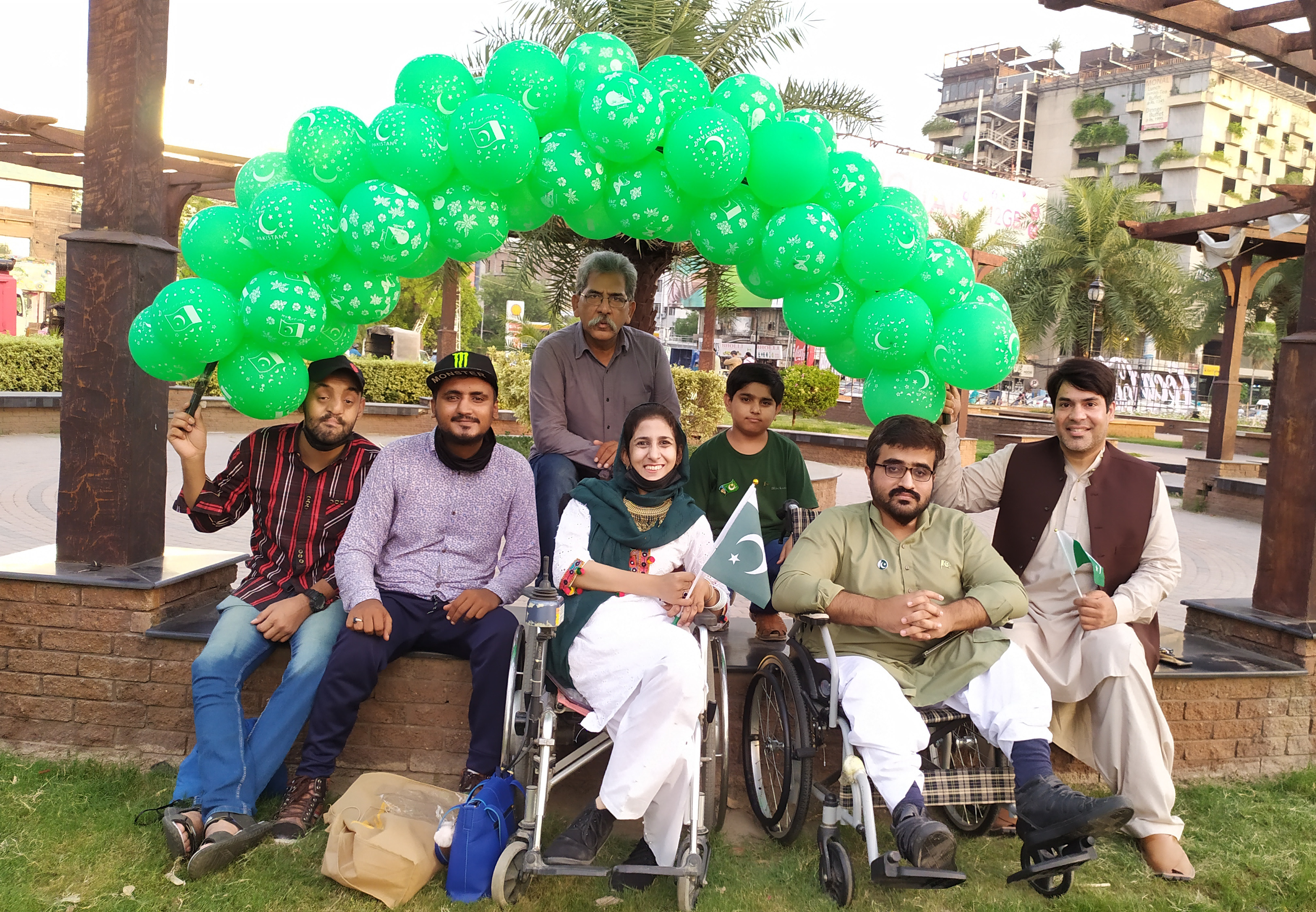
مجموعة من الباكستانيين ذوي الإعاقة

## التركيبة السكانية
حدّد التعداد الخامس للسكان والمساكن، الذي أُجري في عام 1998، نسبة الأشخاص ذوي الإعاقة في باكستان بنحو 2.38% من إجمالي السكان.
إلا أن هذه النسبة شهدت انخفاضًا حادًا في التعداد السادس لعام 2017، لتُسجّل أقل من 0.48%، ما أثار قلقًا واسعًا في بعض الأوساط، بما في ذلك المحكمة العليا الباكستانية.
وقد أعربت المحكمة عن استيائها من استمرار مكتب الإحصاء في التذرع بمبررات مختلفة لعدم إدراج الأشخاص ذوي الإعاقة ضمن التعداد، رغم انطلاقه على مستوى البلاد.
وفي الواقع، لولا تدخل المحكمة العليا، لما أُدرج الإعاقة في الاستبيان إلا في مرحلة لاحقة من العملية.
واعترف مكتب الإحصاء نفسه بعدم شمولية التعداد، حيث أشار أحد المسؤولين إلى "احتمال عدم إدراج عدد الأشخاص المتحولين جنسيًا وذوي الإعاقة بشكل تفصيلي".
ويتبع بعض أصحاب المصلحة أيضًا الرقم 15% الذي حددته منظمة الصحة العالمية. وفقًا لمنظمة الصحة العالمية، "يعيش حوالي 15% من سكان العالم مع شكل من أشكال الإعاقة". وباستخدام هذا الرقم، قدر المجلس الثقافي البريطاني عدد الأشخاص ذوي الإعاقة بحوالي 27 مليونًا في تقريره لعام 2017. وعلاوة على ذلك، في عام 2011، أجرى صندوق التخفيف من حدة الفقر في باكستان مسحًا شاملاً لـ 23 مجلسًا نقابيًا في سبع مقاطعات في باكستان، تضم 78939 أسرة، ووجد أن معدل انتشار الإعاقة بلغ حوالي 12 في المائة، وكان 2 في المائة منهم يعانون من إعاقات شديدة.

## القضايا الرئيسية

### رخصة القيادة للصم
الحصول على رخصة القيادة منذ فترة طويلة قضية أساسية بالنسبة لمجتمع الصم. وفقًا للبيان الرسمي الصادر عن مجتمع الصم والبكم خلال احتجاج: "ننظم مظاهرات منذ عشر سنوات، والحكومة غير راغبة في قبول مطالبنا. يجب إصدار رخص قيادة للصم."
وعدت السلطات عدة مرات بإصدار رخص قيادة للصم، لكن هذا لم يتحقق أبدًا.
أعلنت حكومة السند مؤخرًا أنه تصدر رخص القيادة للأشخاص ذوي الإعاقة السمعية، حيث وافق مجلس الوزراء الإقليمي على إصدارها.

### عدم إمكانية الوصول
وفقًا لتقرير نشره المجلس الثقافي البريطاني، أفاد 72% من الأشخاص ذوي الإعاقة بأن عدم القدرة على الوصول إلى التعليم والتدريب والتوظيف يشكل عائقًا رئيسيًا أمام الوصول إلى التعليم والتدريب والتوظيف. ولم يقتصر الأمر على هذا فحسب، بل واجه الأشخاص ذوو الإعاقة أيضًا مشكلات أثناء الانتخابات العامة ولم يتمكنوا من ممارسة حقهم في التصويت بسبب مراكز الاقتراع التي يصعب الوصول إليها.

## تعليم
يوجد في باكستان 531 مدرسة خاصة وحوالي 200 منظمة غير حكومية ومنظمات للأشخاص ذوي الإعاقة تقدم التعليم للأشخاص ذوي الإعاقة.

## توظيف
وفقًا لتقرير المجلس الثقافي البريطاني بعنوان "الانتقال من الهامش: دمج الأشخاص ذوي الإعاقة في باكستان " (2014)، يميل الأشخاص ذوو الإعاقة إلى تحقيق نتائج صحية أسوأ، وإنجازات تعليمية أقل، ومعدلات فقر أعلى، ومشاركة اقتصادية أقل. وتؤدي هذه الظروف في نهاية المطاف إلى استبعاد الأشخاص ذوي الإعاقة كأعضاء منتجين في المجتمع؛ وتشير بعض التقديرات إلى أن تكلفة الاستبعاد تؤدي إلى خسارة سنوية تتراوح بين 11.9 مليار دولار أميركي و15.4 مليار دولار أميركي أو ما يعادل 4.9% إلى 6.3% من الناتج المحلي الإجمالي في باكستان. كانت حصص التوظيف للأشخاص ذوي الإعاقة موجودة منذ عام 1981 عندما حددت الحكومة نسبة 2٪. حاليا، حصص التوظيف هي: السند 5٪، البنجاب 3٪، خيبر بختونخوا 3٪ وبلوشستان 5٪. استضافت إدارة تمكين الأشخاص ذوي الإعاقة التابعة لحكومة السند جلسة بمساعدة منظمة غير حكومية محلية، NOWPDP، حيث سلط رئيس الإدارة الحالي، سيد قاسم نويد قمر، الضوء على الخطوات التي تتخذها الحكومة لتوظيف الأشخاص ذوي الإعاقة. وأضاف أن الحكومة "تعمل بشكل صارم على توفير إمكانية الوصول والنقل وتوفير أماكن إقامة للأشخاص ذوي الإعاقات الذهنية إلى جانب الإعاقات الأخرى".

## سياسة
باكستان طرف في اتفاقية الأمم المتحدة لحقوق الأشخاص ذوي الإعاقة، حيث وقعت على المعاهدة في 25 سبتمبر 2008 وصدقت عليها في 5 يوليو 2011.
الجدول الزمني للسياسات والتشريعات الوطنية الداعمة للأشخاص ذوي الإعاقة في باكستان:
- 1981: قانون الأشخاص ذوي الإعاقة (التشغيل وإعادة التأهيل)
- 2002: السياسة الوطنية للأشخاص ذوي الإعاقة
- 2006: خطة العمل الوطنية
- 2006: قانون إمكانية الوصول في باكستان * 2008: قانون المواطنين الخاصين
- 2008: السياسة الوطنية للشباب
- 2009: السياسة الوطنية للتعليم في باكستان
- 2010: استيراد سيارة معفاة من الرسوم الجمركية للأشخاص ذوي الإعاقة
- 2011: التصديق على اتفاقية الأمم المتحدة لحقوق الأشخاص ذوي الإعاقة
- 2014: البنية التحتية المصرفية الميسرة للأشخاص ذوي الاحتياجات الخاصة
- 2014: إرشادات الخدمات المصرفية للأشخاص ضعاف البصر/المكفوفين
- 2017: قانون الأشخاص ذوي الإعاقة في بلوشستان
- 2018: قانون تمكين الأشخاص ذوي الإعاقة في السند
- 2018: قانون حقوق تكنولوجيا المعلومات والاتصالات للأشخاص ذوي الإعاقة
- 2019: تسهيلات التمويل الميسرة من بنك الدولة الباكستاني

## المنظمات
- منظمات ذوي الإعاقة في باكستان
- وكالة صحارا للرعاية الاجتماعية التطوعية للأشخاص ذوي الإعاقة، ديرا إسماعيل خان، كيه بي
- NOWPDP[21]
- جمعية الصم الباكستانية (PAD)[22]
- جمعية المكفوفين الباكستانية (PAB)[23]
- مؤسسة خدمات التعليم الأسري (FESF)[24]
- كونيكت هير[25]
- أكاديمية JS للصم[26]
- جمعية إيدا ريو الخيرية[27]
- شجرة العجائب[28]
- الأولمبياد الخاص الباكستاني
- منظمة تمير للرعاية الاجتماعية
- حقوق الأشخاص ذوي الإعاقة الانتخابية في باكستان[29]

## ناشطون بارزون
- فاطمة شاه هي ناشطة في مجال حقوق المكفوفين وضعاف البصر.
- حافظ محمد إقبال، ناشط في مجال حقوق المكفوفين وضعاف البصر من بيشاور، وهو باحث ماجستير في جامعة بيشاور.[30]
- عامر سهيل سادوزاي، مؤسس وكالة صحارا التطوعية للأشخاص ذوي الإعاقة ومركز صحارا لإعادة التأهيل، ديرا إسماعيل خان
- إحسان الله داودزاي هو ناشط في مجال الأشخاص ذوي الإعاقة.[بحاجة لمصدر][ بحاجة لمصدر ]
- يدافع فرحات رشيد عن توفير أماكن عمل يسهل الوصول إليها وشاملة.[31]
- يدافع عمران غانشي عن استخدام عربات الركش الخاضعة للتحكم اليدوي وتوفير إمكانية تنقل الأشخاص ذوي الإعاقة.[32]
- زاهد عبد الله هو شخص من ذوي الإعاقة البصرية وعضو في لجنة المعلومات الفيدرالية، وقد عُيّن مؤخرًا و أُنشئت من قبل الحكومة الباكستانية.[33]
- يوسف سليم، أول قاضٍ أعمى في باكستان.[34]

## رياضة

### الألعاب البارالمبية
تشارك باكستان في الألعاب البارالمبية منذ عام 1992. وقد حصلت حتى الآن على ميداليتين في تاريخ الألعاب البارالمبية في دورة الألعاب البارالمبية الصيفية 2008 ودورة الألعاب البارالمبية الصيفية 2016.

### الكريكيت للمكفوفين
شارك فريق الكريكيت الوطني الباكستاني للمكفوفين في كل نسخة من بطولة كأس العالم للكريكيت للمكفوفين وفي بطولة كأس العالم T20 للمكفوفين. فاز فريق الكريكيت الباكستاني للمكفوفين بلقبين لكأس العالم للكريكيت للمكفوفين في عامي 2002 و2006. وبذلك أصبح أول فريق كريكيت للمكفوفين يفوز بلقبين متتاليين في بطولة كأس العالم للكريكيت للمكفوفين.
كما احتل فريق الكريكيت الباكستاني للمكفوفين المركز الثاني خلف جنوب أفريقيا في النسخة الافتتاحية من كأس العالم للكريكيت للمكفوفين في عام 1998.
كما احتل فريق الكريكيت الباكستاني للمكفوفين المركز الثاني بعد الهند في بطولتي كأس العالم للمكفوفين T20.

### لعبة الكريكيت على الكراسي المتحركة
أقيمت بطولة كأس آسيا T20 لمستخدمي الكراسي المتحركة 2019 في بنغلاديش في عام 2019. شاركت باكستان والهند وبنجلاديش ونيبال في البطولة. فازت باكستان بالبطولة بعد فوزها على فريق الكراسي المتحركة الهندي بفارق 5 ويكيت.

### الأولمبياد الخاص
أقيمت دورة الألعاب العالمية للأولمبياد الخاص 2019 في أبو ظبي. فازت البعثة الباكستانية بـ 61 ميدالية بما في ذلك 18 ميدالية ذهبية و 28 ميدالية فضية و 15 ميدالية برونزية في 10 رياضات مختلفة.

### الرياضيون المعوقون البارزون
- محمد أكرم، لاعب كريكيت كفيف - يحمل الرقم القياسي لتسجيل أعلى نتيجة فردية في جولة T20I للمكفوفين
- مسعود جان، لاعب كريكيت كفيف - يحمل الرقم القياسي لتسجيل أعلى عدد من الجولات الفردية في بطولة دولية للمكفوفين ليوم واحد
- حيدر علي، رياضي بارالمبي - الحائز على الميدالية البارالمبية الوحيدة لباكستان في تاريخ الألعاب البارالمبية

## روابط خارجية
- الحقوق الانتخابية للأشخاص ذوي الإعاقة في باكستان